# Mariano Scartezzini
Mariano Scartezzini (Trento, 7 novembre 1954) è un ex siepista italiano, uno dei migliori specialisti al mondo nei primi anni ottanta.

## Biografia
Conquistò il suo primo successo a livello internazionale nel 1979 vincendo la finale di Coppa Europa a Torino in 8'22"74. Nello stesso anno giunse al terzo posto in Coppa del mondo come rappresentante della selezione europea e vinse una medaglia d'oro nei 3000 siepi ai Giochi del Mediterraneo a Spalato.
Non poté partecipare ai Giochi olimpici di Mosca del 1980 a causa del boicottaggio imposto agli atleti militari italiani. Il 5 agosto dello stesso anno ebbe modo di riscattarsi al Golden Gala di Roma, dove giunse secondo alle spalle del keniota Kip Rono facendo segnare il tempo di 8'12"5, settima miglior prestazione mondiale di ogni tempo e sei secondi meglio del recente record italiano stabilito da Giuseppe Gerbi nella finale olimpica di Mosca.
Nel 1981 a Zagabria bissò la vittoria nella finale di Coppa Europa di due anni prima con il tempo di 8'13"5, che fu la miglior prestazione mondiale dell'anno. Nella gara di Coppa del mondo disputata a Roma giunse invece secondo, superato per pochi centesimi dal polacco Bogusław Mamiński. Nel 1982 giunse settimo ai Campionati europei e nel 1983 partecipò alla prima edizione dei Campionati del mondo giungendo nono.
Ha insegnato educazione fisica presso il liceo ginnasio Benvenuto Rambaldi di Imola e all'Istituto di Istruzione Superiore Mattei di San Lazzaro di Savena.

## Progressione

### 3000 metri siepi
| Stagione | Tempo    | Luogo         | Data      | Rank. Mond. |
| -------- | -------- | ------------- | --------- | ----------- |
| 1983     | 8'21"17  | Helsinki      | 12-8-1983 | 19º         |
| 1982     | 8'22"34  | Berlino Ovest | 20-8-1982 | 14º         |
| 1981     | 8'13"32  | Zagabria      | 16-8-1981 | 1º          |
| 1980     | 8'12"5 m | Roma          | 5-8-1980  | 4º          |
| 1979     | 8'22"72  | Torino        | 9-6-1979  | 3º          |

## Campionati nazionali
1978
- Argento ai campionati italiani assoluti, 5000 m piani - 13'59"6

1979
- Oro ai campionati italiani assoluti, 5000 m piani - 13'53"9

1980
- 5º ai campionati italiani assoluti indoor, 3000 m piani - 8'00"5

1981
- 45º ai campionati italiani di corsa campestre - 39'53"

1982
- 12º ai campionati italiani assoluti, 5000 m piani - 14'21"10

1983
- Oro ai campionati italiani assoluti indoor, 3000 m piani - 8'06"36

## Altre competizioni internazionali
1979
- Bronzo in Coppa del mondo ( Montréal), 3000 m siepi - 8'29"44
- 19º al Cross dell'Altopiano ( Clusone)

1980
- 15º alla Amatrice-Configno ( Amatrice), 8,4 km
- 17º alla Scarpa d'oro ( Vigevano), 7,5 km - 23'41"
- Bronzo al Cross dei Casali Pontini ( Latina) - 25'10"

1981
- Argento in Coppa del mondo ( Roma), 3000 m siepi - 8'19"93
- 13º al Cross di Alà dei Sardi ( Alà dei Sardi) - 32'46"

1982
- 6º al Cross della Vallagarina ( Villa Lagarina)

1983
- Oro al Cross della Vallagarina ( Villa Lagarina) - 26'39"